# عبد الرحيم ميكراني
عبد الرحيم ميكراني (12 أبريل 1955 -..) (بالنيبالية डा. अब्दुर रहिम मिकरानी)، هو عضو لجنة التخطيط الوطنية في النيبال، وهو أول شخص يحصل على شهادة دكتوراه بين أفراد قبيلة الميكراني في النيبال.

## عن حياته
ولد في 12 أبريل 1955 في مدينة مالانغاوا التابعة لمقاطعة سارلاهي في النيبال، وفي عام 1972 حصل على ماجستير في الزراعة من معهد الزراعة والعلوم الحيوانية رامبور، تشيتوان. ثم حصل على درجة الدكتوراه في عام 1985 من معهد الصداقة الشعبية للزراعة في الاتحاد السوفيتي في مدينة طشقند، عن رسالة بحث بعنوان «تربية النباتات وإنتاج البذور»..

## المناصب والعضوية المهنية
- رئيس مجلس إدارة «تنظيم المدارس الإسلامية» سارلاهي
- رئيس دار العلوم الإسلامية ريزفيا. مالانجوا. سارلاهي
- عضو في الصليب الأحمر في مقاطعة سارلاهي
- عضو في جمعية الزراعة في النيبال. كاتماندو.[2]

## المؤلفات
1. زراعة القطن-Pub.CBD Khajura, Nepalgunj 1991.
2. مصطلحات القطن 1994
3. محصول القطن 1995